# География Кампании
Кампания расположена на юге Италии, на побережье Тирренского моря. 

## Физико-географические данные
Кампания простирается вдоль побережья Тирренского моря от Лацио на севере до Базиликаты на юго-западе. На востоке область граничит с Молизе и Апулией. Столицей области является город Неаполь. По территории (13 590 км²) Кампания стоит на двенадцатом месте среди 20 областей Италии.
В состав области входят также острова Неаполитанского залива: Искья, Прочида и Капри.

## Рельеф
Большая часть Кампании — холмистая территория (51%), горы занимают 34%, а равнины составляют лишь 15%. Для региона характерна повышенная сейсмическая активность. На территории Кампании находится действующий вулкан Везувий, а также потенциально опасные Флегрейские поля.

## Административно-территориальное деление
Область Кампания включает провинции:
- Метрополия города Неаполь
- Салерно
- Казерта
- Авеллино
- Беневенто

## Климат
Кампания находиться в субтропическом поясе. Летом температура достигает +35 °C. Зимой в регионе выпадают небольшие осадки. Температура держится на отметке +13 °C.